# Aeroporto Internacional Nuaquexote-Oumtounsy
O Aeroporto Internacional Nuaquexote-Oumtounsy (em árabe: مطار نواكشوط الدولي - أم التونسي‎‎) (IATA: NKC, ICAO: GQNO) é um aeroporto internacional localizado em Nouakchott, capital da Mauritânia, inaugurado em 2016 em substituição ao antigo aeroporto internacional.